# Sasha Clements
Sasha Clements (Toronto, Ontario; 14 de marzo de 1988) es una actriz canadiense.

## Carrera
Es conocida por su papel de Kiki Kincaid en la comedia de Teletoon Majority Rules!. Sus papeles como estrella invitada incluyen apariciones en Rookie Blue, Really Me, Lost Girl, Life with Boys, y Mudpit. También fue lanzado en el 2005 la fantasía La reina de las nieves y la serie de televisión What's Up Warthogs!. Ella es la protagonista de la película original de Disney Channel How to Build a Better Boy, donde actúa Marnie.

## Vida personal
En 2013, Clements comenzó a salir con estrella de High School Musical Corbin Bleu. Y en la actualidad vive en Los Ángeles. El 29 de julio de 2016 la pareja contrajo matrimonio.

## Filmografía
| Año          | Título                    | Papel            | Notas                               |
| ------------ | ------------------------- | ---------------- | ----------------------------------- |
| 2005         | La reina de las nieves    | Robber Girl      | Películas de televisión             |
| 2009–present | Majority Rules!           | Kiki Kincaid     | Papel protagónico                   |
| 2010         | What's Up Warthogs!       | Head cheerleader | 1 episodio                          |
| 2011         | Rookie Blue               | Girl Passed Out  | 1 episodio                          |
| 2011         | Really Me                 | Ramona           | 1 episodio                          |
| 2012         | Lost Girl                 | Sarah            | 1 episodio                          |
| 2012         | Life with Boys            | Emma             | 2 episodio                          |
| 2013         | Mudpit                    | Nikki            | 1 episodio                          |
| 2014         | How to Build a Better Boy | Marnie           | Película original de Disney Channel |